# 1958 v loďstvech
Tento článek obsahuje významné události v oblasti loďstev v roce 1958.

## Lodě vstoupivší do služby
- 9. ledna –  HMS Eastbourne (F73) – fregata Typu 12 Whitby

- 25. ledna –  Impetuoso (D 558) – torpédoborec třídy Impetuoso

- 23. února –  Indomito (D 559) – torpédoborec třídy Impetuoso

- 1. dubna –  Canopo (F531) – fregata třídy Canopo

- 11. dubna –  HMS Llandaff (F61) – fregata Typu 61 Salisbury

- 16. května –  HMS Chichester (F59) – fregata Typu 61 Salisbury

- 14. srpna –  HMS Blackpool (F77) – fregata Typu 12 Whitby

- 15. září –  USS Swordfish (SSN-579) – útočná ponorka třídy Skate

- 30. září –  HMS Leopard (F14)) – fregata Typu 41 Leopard

- 1. října –  USS Sargo (SSN-583) – útočná ponorka třídy Skate

- 21. října –  HMS Duncan (F80) – fregata Typu 14 Blackwood